# Divajeu
Divajeu é uma comuna francesa na região administrativa de Auvérnia-Ródano-Alpes, no departamento de Drôme. Estende-se por uma área de 13,25 km². Em 2010 a comuna tinha 730 habitantes (densidade: 55,1 hab./km²).